# ديفيد لي (منافس ألعاب قوى)
ديفيد لي (بالإنجليزية: David Lee)‏ هو منافس ألعاب قوى أمريكي، ولد في 23 أبريل 1959.

## وصلات خارجية
- ديفيد لي على موقع الاتحاد الدولي لألعاب القوى (الإنجليزية)